# 認証標準物質
認証標準物質（にんしょうひょうじゅんぶっしつ、英語: Certified Reference Materials, CRM）は、製品の品質と計量トレーサビリティのチェック、分析方法の妥当性検証および機器の校正に使用される、コントロールもしく標準物質と呼ばれる物質である。
認証標準物質は分析対象と同様の形態を有する測定標準である。

## 解説
標準物質は分析化学および臨床分析にとって特に重要な要素である。ほとんどの分析機器は何らかの基準との比較によって対象となる物質の定量分析を行うため、正確な定量には組成が既知であるサンプル (標準物質) による校正が必要となる。これらの標準物質は厳格な製造手順の下で製造され、一般的な実験用試薬より厳密な組成データの認証とトレーサビリティが求められる。
ISO/IEC 17025などの国内および国際的な認定/認証規格に基づく試験所認定を含む品質管理システムでは、校正用の標準物質を使用する場合、認証標準物質 (可能な場合) への計量トレーサビリティが必要となる。
入手可能な場合は認証標準物質が優先されるが  、一般的に入手可能な認証標準物質の種類は限られている。大半の標準物質は認証標準物質に課される基準に対して不十分である。主な違いは、認証標準物質の認証書に記載されるべき付与された計量トレーサビリティの証拠と測定不確かさの記載である。

## 用語

### ISO REMCOでの定義
ISO 内の参照資料に関するガイダンスを担当する ISO 委員会である ISO REMCO は、次の様に標準物質の定義をしている 。
標準物質
一つ以上の規定特性について、十分均質かつ安定 であり、測定プロセスでの使用目的に適するよう作製された物質
認証標準物質
一つ以上の規定特性について、計量学的に妥当な手順によって値付けされ、規定特性の値及びそれに付 随する不確かさ、並びに計量トレーサビリティを記載した標準物質認証書が付いている標準物質

### 代替用語
他の機関は、標準物質を異なる方法で定義する場合がある。 WHO の生物学的ガイドライン参考資料では、次の用語が示されている: 
- 標準物質: 定量分析において校正に使用される試料
- 国際的な生物学的標準物質：生物学的定量分析または免疫学的定量分析の結果を世界中で再現性を担保可能にするための生物学的物質
- 二次標準物質: WHOの示す標準物質を基準とし、追跡可能な物質である。日常的なテストでの使用を意図した標準物質。
- 標準試薬: WHOの示す標準試薬であり、その活性単位に関して WHO によって定義される。

化学物質については、一部の薬局方は WHO 用語を使用している。
- 一次化学標準物質：他の化学物質との比較を必要とせずにその値が受け入れられる化学的な標準物質
- 二次化学標準物質: 一次化学標準物質との比較によって特性が割り当てられる、かつ/もしくは校正される物質。

アメリカ国立標準技術研究所(NIST) は、商標として Standard Reference Material (SRM) を使用して、追加のNIST固有の基準を満たす認定標準物質を提供している。さらに、 NISTによって定義された基準とプロトコルを順守することで、商標 「NIST traceable reference material」を表示した、化学測定に関する既存のNIST基準との明確なトレーサビリティを備えた認証標準物質として生産販売が可能である 。

## 標準物質の種類
ILACでは、次の 5 種類の標準物質について定義されている。
1. 純粋な物質;本質的に純粋な化学物質で、化学的純度および/または微量不純物について特性が評価されたている。
2. 標準溶液および混合ガス; 多くの場合、純粋な物質から重量測定法で調製される。
3. 特定の主要、微量、または微量の化学成分の組成を特徴とするマトリックスによって定義された標準物質; このような材料は、目的の成分を含むマトリックスから、または合成混合物を調製することによって調製することができる。
4. 物理化学標準物質; 融点、粘度、光学密度などの特性を特徴とする。
5. 味、匂い、オクタン価、引火点、硬度などの機能特性を特徴とする標準オブジェクトまたはアーティファクト; このタイプには、繊維タイプから微生物学的標本までの範囲の特性を特徴とする顕微鏡標本も含まれる。

## 製造

### 認証標準物質を作成する主な手順
認証標準物質の作成については、ISO ガイド 17034 で解説されており、ISO ガイド 35 でより詳細に解説されている生物学的標準の調製については、WHO ガイダンスに記載されており、 通常、認証標準物質の製造に必要な一般的な手順をは以下のようなものである。
- 素材の収集または合成
- サンプル調製（均質化、安定化、瓶詰めなどを含む） )
- 均質性試験
- 安定性評価
- 値付け [16]

さらに、標準物質の可換性を評価することが重要な場合があり、これは生物材料にとって特に重要となる。 

### サンプル調製
サンプル調製は、材料の種類によってさまざまである。純粋な標準物質は化学合成と精製によって調製され、一般に残留不純物の測定によって特徴付けられる。これは、多くの場合、商業生産者によって行われる。天然のマトリックスを含む CRM (マトリックス CRM) には、天然に存在する試料(魚肉の鉛など) に分析対象物が含まれています。これらは通常、天然に存在する物質を均質化し、続いて各分析物を測定することによって製造されます。製造と価値の割り当てが難しいため、これらは通常、 NIST (米国)、 BAM (ドイツ)、 KRISS (韓国)、 EC JRC (欧州委員会共同研究センター) などの国家または多国籍の計量機関によって製造されれる。
天然素材を原料とするCRMの場合、特に均質化は重要である。天然素材に含まれるマトリクスや分析対象が組織内に均一に存在することは通常は無く、天然由来のマトリックスを含む個体のCRM製造には通常、微粉末またはペーストへの加工が必要である。一方で、均質化はCRMに含まれるたんぱく質などの劣化を引き起こす場合がある。そのため、劣化を防ぐために酸化防止剤や抗菌剤などの安定剤を添加したり、既定の濃度の微量金属を含む液体は金属を溶液中に保つためにpHを調整したり、臨床標準物質は長期保存のために凍結乾燥したりすることによって正常に再構成が可能な場合がある:96
- Source: a natural stream
- Homogenization and filtration
- The bottled CRM

。

### 均質性試験
標準物質の候補となる試料の均一性試験では、通常、複数ロットの試料またはサブサンプルの反復測定を行う。
CRMの均質性試験は、既定の実験計画の順守が重要である。この実験は、複数のボトルのCRM間の値の変動をテスト (またはそのサイズを推定) することを目的としており、ランダムな測定誤差による結果の変動と、CRMのボトル間の違いによる変動を分離できるように実験を設計する必要がある。この目的で推奨される最も単純な設計の 1 つは、単純でバランスのとれた枝分かれ設計された試験である (概略図を参照)。
通常、10 ～ 30個の CRMを生産バッチからランダムにピックアップする。選択されたボトルがバッチ全体に分散されるように、層別無作為抽出が推奨される次に、各 CRM のボトルから同数のサブサンプル (通常は 2 つまたは 3 つ) を採取し、ランダムな順序で測定する。  。ランダム化されたブロックデザインなどの他のデザインも、CRMの 認定に使用されている。
均質性試験のデータ処理として、生産バッチ内でのCRMのボトル間の差異に関する統計的有意性検定を行う。上述の枝分かれ試験の結果に対しては通常はANOVAとそれにともなうF 検定による検定が一般的である。生産順でトレンドが変動するか観察することも重要である。一方で、このアプローチは、ISO ガイド 35:2017 では採用されておらず、むしろ、ボトル間の標準偏差が用途に対して十分に小さいかどうかを判断することに重点が置かれている。ただし、統計による検定を使用する場合、均一性試験は必要な感度で不均一性を検出できる実験系が必要となる。ISO ガイド 35:2017 では、測定手順の精度、試験を行うCRMのボトル数、およびボトルあたりの反復回数の十分な組み合わせが必要とされる。統計的検出力の計算は、十分に効果的な均質性試験を実施するのに役立つ。
微量分析などの極端なケースでは、サブミクロスケールの感度での均質性試験を行う必要があります。これには、多数の試験の実施に加えて統計分析への適切な調整を行う場合がある。

### 安定性評価

#### 安定性評価と試験計画
安定性は CRM の重要な特性の 1 つである (上記の定義を参照)。したがって、認証標準物質には安定性に関する評価が必須である。長期保管下および輸送条件下での安定性の両方が評価されることが重要である。  「評価」は「試験」と同義ではなく、一部の材料 (たとえば、多くの鉱物や金属合金) は非常に安定しており、実験的試験は不要と見なされる場合がある。通常の標準試料は販売用に配布される前のいずれかの期間、安定性の実験的試験を受ける。複数の特性について認証された認証標準物質については、すべての認証された特性について安定性が実験的試験によって実証されることが望ましい。
一般にCRMの 安定性試験にはリアルタイム試験と加速試験の 2 つのアプローチが考えられる。リアルタイム試験では、いくつかのCRM試料のボトルを、一定の保管温度で適切な期間維持し、間隔を置いてCRM試料の測定を行う。加速試験ではより厳しい一連の条件での試験を行う。一般的には保管温度を高く設定することで、材料がより長い期間安定であるかを試験する。

#### リアルタイム安定性試験
リアルタイムの安定性研究では、生産されたバッチの一部の標準物質を規定の保管温度で保持し、それらの一部を定期的に採取し試験を行う。安定性は通常、試験結果と線形回帰によって評価され、時間の経過によって測定値に大きな変化があるかどうかが判断される。

#### 加速安定性試験
加速試験は、少なくとも 1950 年代半ばから、生物学的標準物質について使用されてきた 。通常、認証標準物質はさまざまな温度で一定期間保管され、そのCRMの分析結果から実際の保管温度での変化率を予測する。多くの場合、予測にはアレニウスモデルなどのよく知られた劣化モデルにより推定される。 リアルタイム試験よりも優れている点は、結果がすぐに得られることと、はるかに長い期間にわたる安定性の予測が得られる点である。一部のアプリケーションでは、加速試験が唯一の実用的なアプローチとされる; 
参照法や高次の標準がない場合、...ストレス条件下での加速試験が安定性評価のための唯一のアプローチとなる—World Health Organization
加速試験の主な欠点は、他の材料と同様に、標準物質が時間の経過とともに予期しない理由で劣化する可能性があること、または異なる反応モデルに従って劣化する可能性があることがあり、安定性試験の予測は信頼できなくなる 。

#### 等時性試験
ほとんどの安定性試験では、リアルタイムまたは加速で標準物質が一定の期間を置いて試験される。試験に使用される測定システムが試験を行う一定の期間の中で完全に安定していない場合、不正確なデータが生成されたり材料が不安定であると誤解される可能性がある。これらの問題を克服するため多くの場合、同一バッチで作成された標準物質のボトルの一部を一定の間隔で安定した温度に保管し、蓄積されたすべてのボトルを同時に試験することで暴露時間の異なる試験結果をまとめて得る。これは等時性研究と呼ばれており、このアプローチは安定性試験の終了まで時間を要するが、安定性の評価に使用されるデータの精度を向上させるという利点がある。

## ノート
1. ↑  The term "Biological" as used by WHO is discussed in WHO report 932 Annex 2[9]
2. ↑  Descriptions have been shortened from the original text